# 高雄市大寮運動中心
高雄市大寮運動中心（Kaohsiung Daliao Sports Center），是高雄市第三座國民運動中心。運動中心位於高雄市大寮區輔英科技大學的體育館，於2022年3月31日試營運，2022年4月28日正式營運。

## 設施介紹
- 3F：健身房、重量訓練室、心肺功能室、輕適能訓練室
- 羽球場
- 籃球場
- 排球場
- 撞球場
- 桌球場

## 週邊設施
- 輔英科技大學

## 交通

### 公共自行車
- 高雄市公共自行車租賃系統：
  - 輔英科技大學：進學路151號(學校警衛室旁)

## 外部連結
- 高雄市大寮運動中心官網
- 高雄市大寮運動中心的Facebook專頁